# Laurent Wauquiez
Laurent Timothée Marie Wauquiez (Lione, 12 aprile 1975) è un politico francese, deputato, sindaco di Puy-en-Velay dal 2008 al 2016 e presidente della regione Alvernia-Rodano-Alpi a seguito delle elezioni del 2015.
È stato segretario di Stato per gli affari europei dal 2010 al 2011 sotto il ministro degli Affari esteri ed europei, Alain Juppé; dal marzo 2008 è stato Segretario di Stato per l'Occupazione sotto il ministro dell'Economia, dell'Industria e dell'Occupazione nel governo di François Fillon. È stato anche portavoce del governo dal giugno 2007 al marzo 2008 come Ministro di Stato sotto il Primo Ministro. È stato eletto secondo vice presidente dell'ORU Fogar all'Assemblea generale dell'organizzazione tenutasi a Quito, in Ecuador, il 16 ottobre 2016.
È stato presidente dei Repubblicani (partito), il principale partito di centro-destra in Francia, tra dicembre 2017 e giugno 2019.

## Biografia
Laurent Wauquiez nasce in una famiglia di industriali stabilitisi a Mouvaux (Nord), creatori di una conceria nel 1895, trasformata in cantiere navale (Wauquiez) nel 1965 in seguito al declino dell'industria tessile. Attraverso la madre, è imparentato con un'altra famiglia di industriali del Nord, i Motte. Discende anche da Auguste Lepoutre (1825-1903), un politico, industriale e conservatore.
È figlio di Philippe Wauquiez (nato nel 1938), ex direttore di Indosuez Scandinavia e manager di una società di consulenza sugli investimenti, e di Éliane Wauquiez-Motte (nata nel 1938), sindaco di Chambon-sur-Lignon dal 2008 al 2020.
Laurent Wauquiez vive fino all'età di tre anni tra Lione e Devesset, ad Ardèche, dove i suoi genitori hanno acquistato una vecchia fattoria nel 1973. Ha quindi studiato al Collège Victor-Duruy11 (7º arrondissement di Parigi) e al Liceo Louis-le-Grand, poi lezioni preparatorie al Liceo Henri-IV12 (5º arrondissement di Parigi). Nel 1994 è stato ammesso all'École normale supérieure, dove si è piazzato 14° nell'esame di ammissione. Qui ha proseguito gli studi di storia all'Università Panthéon-Sorbona laureandosi nel 1997 e poi nel 1998 in diritto pubblico presso l'Institut d'études politiques de Paris (Sciences Po). Ha poi frequentato fino al 2001 la National School of Administration (ENA).
All'età di diciotto anni, ha aggiunto il cognome di sua madre al suo: Wauquiez-Motte. Cosa che ha in seguito abbandonato quando è entrato in politica.

## Vita privata
Laurent Wauquiez si è sposato nel 2001 a Chambon-sur-Lignon (Alta Loira), con Charlotte Deregnaucourt, amministratrice al Senato.. Hanno due figli: Baptiste (nato nel 2003) e Louise (nata nel 2006)..